# International Renewable Energy Alliance
De International Renewable Energy Alliance of REN Alliance is een samenwerking tussen vier  internationale non-profitorganisaties actief op het vlak van duurzame energie. 
De samenwerking en het overlegplatform begon op 4 juni 2004.  Er kwam een vijfde lid in juni 2009.
De REN alliance werd opgericht om verenigde communicatie en standpunten te voeren over duurzame energie in het algemeen buiten elk zijn specifiek domein. 

## Leden
- International Hydropower Association (IHA),
- International Solar Energy Society (ISES),
- International Geothermal Association (IGA),
- World Wind Energy Association (WWEA),
- World Bioenergy Association (WBA). (2009)

Het aantal organisaties actief op vlak van duurzame energie stijgt door de duurdere energieprijzen en de klimaatopwarming. Samen hebben ze onder hun leden nationale organisaties verspreid over 119 landen (anno 2011). 
Daarnaast hebben 98 landen een of ander streefcijfer in hun beleid met betrekking tot duurzame energie.